# Actinokentia divaricata
Actinokentia divaricata là loài thực vật có hoa thuộc họ Arecaceae. Loài này được (Brongn.) Dammer mô tả khoa học đầu tiên năm 1906.